# 大桥乡 (会泽县)
大桥乡，是中华人民共和国云南省曲靖市会泽县下辖的一个乡镇级行政单位。

## 行政区划
大桥乡下辖以下地区：
大桥村、王家山村、凉水村、者米村、错初村、磨盘卡村、杨梅山村、八家村、水磨村、杨家村、黄草村、团山村、地德卡村和李家湾村。